# Municipio de Deerfield (condado de Lapeer)
El municipio de Deerfield (en inglés: Deerfield Township) es un municipio ubicado en el condado de Lapeer en el estado estadounidense de Míchigan. En el año 2010 tenía una población de 5695 habitantes y una densidad poblacional de 60,54 personas por km².

## Geografía
El municipio de Deerfield se encuentra ubicado en las coordenadas 43°11′29″N 83°17′20″O / 43.19139, -83.28889. Según la Oficina del Censo de los Estados Unidos, el municipio tiene una superficie total de 94.07 km², de la cual 91,71 km² corresponden a tierra firme y (2,51 %) 2,36 km² es agua.

## Demografía
Según el censo de 2010, había 5695 personas residiendo en el municipio de Deerfield. La densidad de población era de 60,54 hab./km². De los 5695 habitantes, el municipio de Deerfield estaba compuesto por el 97,68 % blancos, el 0,28 % eran afroamericanos, el 0,4 % eran amerindios, el 0,14 % eran asiáticos, el 0,25 % eran de otras razas y el 1,25 % eran de una mezcla de razas. Del total de la población el 2,65 % eran hispanos o latinos de cualquier raza.